# Timez Are Weird These Days
Timez Are Weird These Days é o primeiro álbum de estúdio do americano Theophilus London, lançado em 15 de julho de 2011 pela Reprise Records. A versão do álbum de remixes foi lançado em 20 de maio de 2012.
| Críticas profissionais | Críticas profissionais |
| Avaliações da crítica  | Avaliações da crítica  |
| Fonte                  | Avaliação              |
| ---------------------- | ---------------------- |
| AbsolutePunk           | 93%                    |
| Allmusic               | [ 5 ]                  |
| Entertainment Weekly   | B+                     |
| IGN                    | [ 7 ]                  |
| Rolling Stone          | [ 8 ]                  |
| Slant Magazine         | [ 9 ]                  |
| Spin                   | [ 10 ]                 |

## Singles
A canção "Last Name London" foi lançado como primeiro single do álbum em 27 de junho de 2011.

## Alinhamento de faixas
| Edição padrão  |                                      |         |  |
| N.º            | Título                               | Duração |  |
| 1.             | "Last Name London"                   | 3:46    |  |
| 2.             | "Love Is Real" (feat. Holly Miranda) | 3:45    |  |
| 3.             | "Wine and Chocolates"                | 3:42    |  |
| 4.             | "All Around the World"               | 3:47    |  |
| 5.             | "She's Great (Interlude)"            | 0:05    |  |
| 6.             | "Why Even Try" (feat. Sara Quin)     | 4:20    |  |
| 7.             | "Stop It"                            | 3:05    |  |
| 8.             | "Girls Girls $"                      | 3:10    |  |
| 9.             | "One Last Time"                      | 4:24    |  |
| 10.            | "Lighthouse"                         | 3:32    |  |
| 11.            | "I Stand Alone"                      | 3:22    |  |
| Duração total: | Duração total:                       | 36:58   |  |

| Remixes |                                         |         |  |
| N.º     | Título                                  | Duração |  |
| 1.      | "Last Name London" (Brodi...)           | 5:00    |  |
| 2.      | "Love Is Real" (feat. Holly Miranda)    | 7:02    |  |
| 3.      | "Wine and Chocolates" (Linus Lov Remix) | 4:53    |  |
| 4.      | "All Around the World" (Silasco Remix)  | 3:12    |  |
| 5.      | "Why Even Try" (feat. Sara Quin)        | 3:10    |  |
| 6.      | "Stop It" (Crookers Remix)              | 5:52    |  |
| 7.      | "Girls Girls $" (Disco Pus)             | 3:40    |  |
| 8.      | "One Last Time" (Sahy Uhns Remix)       | 2:44    |  |
| 9.      | "Lighthouse" (Jeffrey Jerusalem Remix)  | 4:54    |  |
| 10.     | "I Stand Alone" (Skream Remix)          | 3:40    |  |

## Histórico de lançamento
| País           | Data                | Formato          | Gravadora       |
| -------------- | ------------------- | ---------------- | --------------- |
| Brasil         | 15 de julho de 2011 | Download digital | Reprise Records |
| Estados Unidos | 15 de julho de 2011 | Download digital | Reprise Records |
| Estados Unidos | 19 de julho de 2011 | CD               | Reprise Records |